# Lem Winchester
Lem Lemuel Winchester (Filadelfia, 19 marzo 1928 – Indianapolis, 13 gennaio 1961) è stato un vibrafonista statunitense.

## Biografia
Amico e quasi coetaneo di Clifford Brown (era di due anni più anziano) Winchester iniziò al flauto e all'ottavino per poi passare ai sassofoni tenore e baritono, e solo nel 1947 si dedicò esclusivamente al vibrafono. Nel 1950 entrò nella polizia di Wilmington (Delaware), città natale di Brown, esibendosi nel tempo libero nei jazz club della zona. Nel 1958, da perfetto sconosciuto, partecipò al Newport Jazz Festival riscuotendo un notevole successo, tanto che Leonard Feather lo invitò a incidere tre brani per la Metrojazz su un disco condiviso con Randy Weston. Lo stesso anno incise per la Argo (accompagnato dal trio di Ramsey Lewis) il suo primo album, A Tribute to Clifford Brown, cui seguiranno nel 1959 Winchester Special e, nel marzo 1960, Lem's Beat.
Nell'estate del 1960 si dimise dalla polizia (i regolamenti dell'epoca lo costringevano a esibirsi di nascosto ai suoi superiori) e divenne jazzista a tempo pieno, partecipando subito al festival jazz di Birmingham (Michigan) con Johnny Griffin, Junior Mance e Toots Thielemans. Da questa performance verrà tratto l'album live Birmingham Jazz Festival 1960, The Early Years, Vol. 2 (2002). Incise poi a suo nome Another Opus (giugno 1960), fu sessionman nell'album dell'organista Shirley Scott Soul Sister, e dell'altrettanto celebre organista Jack McDuff in Tough Duff, di nuovo con Oliver Nelson in Nocturne e nei dischi di Etta Jones Something Nice e Hollar!.
Winchester pubblicò il suo quinto album, With Feeling, il 7 ottobre 1960 e il 14 partecipò all'incisione dell'album di Johnny Hammond Smith Gettin' the Message. Il 13 gennaio 1961 il vibrafonista rimase ucciso da una pallottola esplosa accidentalmente dalla sua pistola durante un gioco (alcuni testi parlano di roulette russa).

## Discografia
Come leader
- 1958 – New Faces at Newport (MGM Records)
- 1958 – A Tribute to Clifford Brown (Argo Records), (MCA Records)
- 1959 – Winchester Special (Prestige Records)
- 1960 – Lem's Beat (Prestige Records)
- 1960 – Birmingham Jazz Festival 1960, The Early Years, Vol. 2 (Consolidated Artists Productions Records)
- 1960 – Another Opus (Prestige Records)
- 1960 – With Feeling (Prestige Records)

Con John Chowning
- 1957 – The John Chowning Collegiates (registrazione privata)

Con Oliver Nelson
- 1960 – Taking Care of Business (Prestige Records)
- 1960 – Nocturne (Prestige Records)

Con Shirley Scott
- 1960 – Soul Sister (Prestige Records)

Con Jack McDuff
- 1960 – Tough 'Duff (Prestige Records)

Con Etta Jones
- 1961 – Something Nice (Prestige Records) Lem suona in 2 brani.
- 1961 – Love Is the Thing (Prestige Records) Lem suona in 2 brani (registrati nel 1960)
- 1963 – Hollar! (Prestige Records) Lem suona in 4 brani (registrati nel 1960)

Con Johnny Hammond Smith
- 1960 – Gettin' the Message  (Prestige Records)